# 大同大张
大同大张（1955年11月—2000年1月1日），本名张盛泉，中国艺术家。

## 生平
1955年出生于河北，1980年调入大同市建设银行，1989年在中国现代艺术大展现场实施行为艺术《吊丧》，1993年起自行刊印邮寄艺术，2000年1月在家中自缢身亡。